# Zapopan
Zapopan là một đô thị thuộc bang Jalisco, México. Năm 2005, dân số của đô thị này là 1155790 người.

## Khí hậu
| Dữ liệu khí hậu của Zapopan (1951–2010)  | Dữ liệu khí hậu của Zapopan (1951–2010) | Dữ liệu khí hậu của Zapopan (1951–2010) | Dữ liệu khí hậu của Zapopan (1951–2010) | Dữ liệu khí hậu của Zapopan (1951–2010) | Dữ liệu khí hậu của Zapopan (1951–2010) | Dữ liệu khí hậu của Zapopan (1951–2010) | Dữ liệu khí hậu của Zapopan (1951–2010) | Dữ liệu khí hậu của Zapopan (1951–2010) | Dữ liệu khí hậu của Zapopan (1951–2010) | Dữ liệu khí hậu của Zapopan (1951–2010) | Dữ liệu khí hậu của Zapopan (1951–2010) | Dữ liệu khí hậu của Zapopan (1951–2010) | Dữ liệu khí hậu của Zapopan (1951–2010) |
| Tháng                                    | 1                                       | 2                                       | 3                                       | 4                                       | 5                                       | 6                                       | 7                                       | 8                                       | 9                                       | 10                                      | 11                                      | 12                                      | Năm                                     |
| ---------------------------------------- | --------------------------------------- | --------------------------------------- | --------------------------------------- | --------------------------------------- | --------------------------------------- | --------------------------------------- | --------------------------------------- | --------------------------------------- | --------------------------------------- | --------------------------------------- | --------------------------------------- | --------------------------------------- | --------------------------------------- |
| Cao kỉ lục °C (°F)                       | 36.0 (96.8)                             | 39.0 (102.2)                            | 40.5 (104.9)                            | 42.0 (107.6)                            | 41.0 (105.8)                            | 41.0 (105.8)                            | 36.5 (97.7)                             | 38.5 (101.3)                            | 37.0 (98.6)                             | 39.0 (102.2)                            | 39.0 (102.2)                            | 39.0 (102.2)                            | 42.0 (107.6)                            |
| Trung bình ngày tối đa °C (°F)           | 25.1 (77.2)                             | 27.3 (81.1)                             | 29.9 (85.8)                             | 32.3 (90.1)                             | 33.5 (92.3)                             | 31.1 (88.0)                             | 27.8 (82.0)                             | 27.8 (82.0)                             | 27.6 (81.7)                             | 27.5 (81.5)                             | 26.6 (79.9)                             | 25.0 (77.0)                             | 28.5 (83.3)                             |
| Trung bình ngày °C (°F)                  | 16.8 (62.2)                             | 18.4 (65.1)                             | 20.4 (68.7)                             | 22.6 (72.7)                             | 24.2 (75.6)                             | 23.6 (74.5)                             | 21.8 (71.2)                             | 21.8 (71.2)                             | 21.7 (71.1)                             | 20.7 (69.3)                             | 18.7 (65.7)                             | 17.0 (62.6)                             | 20.6 (69.1)                             |
| Tối thiểu trung bình ngày °C (°F)        | 8.4 (47.1)                              | 9.5 (49.1)                              | 10.8 (51.4)                             | 13.0 (55.4)                             | 15.0 (59.0)                             | 16.1 (61.0)                             | 15.8 (60.4)                             | 15.7 (60.3)                             | 15.7 (60.3)                             | 14.0 (57.2)                             | 10.8 (51.4)                             | 9.0 (48.2)                              | 12.8 (55.0)                             |
| Thấp kỉ lục °C (°F)                      | −4.0 (24.8)                             | −2.0 (28.4)                             | 1.0 (33.8)                              | 1.0 (33.8)                              | 7.0 (44.6)                              | 7.0 (44.6)                              | 7.0 (44.6)                              | 6.0 (42.8)                              | 8.0 (46.4)                              | 7.0 (44.6)                              | 1.0 (33.8)                              | −7.0 (19.4)                             | −7.0 (19.4)                             |
| Lượng Giáng thủy trung bình mm (inches)  | 15.1 (0.59)                             | 10.0 (0.39)                             | 4.5 (0.18)                              | 4.2 (0.17)                              | 23.0 (0.91)                             | 195.5 (7.70)                            | 264.1 (10.40)                           | 217.8 (8.57)                            | 163.8 (6.45)                            | 60.4 (2.38)                             | 13.5 (0.53)                             | 12.1 (0.48)                             | 984.0 (38.74)                           |
| Số ngày giáng thủy trung bình (≥ 0.1 mm) | 2.1                                     | 1.1                                     | 0.5                                     | 1.0                                     | 3.1                                     | 14.2                                    | 20.0                                    | 18.7                                    | 14.1                                    | 6.2                                     | 1.6                                     | 2.1                                     | 84.7                                    |
| Nguồn: Servicio Meteorológico Nacional   |                                         |                                         |                                         |                                         |                                         |                                         |                                         |                                         |                                         |                                         |                                         |                                         |                                         |